# Monroe (Pennsilvània)
Monroe és una població dels Estats Units a l'estat de Pennsilvània. Segons el cens del 2000 tenia 514 habitants.

## Demografia
Segons el cens del 2000, Monroe tenia 514 habitants, 207 habitatges, i 150 famílies. La densitat de població era de 305,3 habitants/km².
Dels 207 habitatges en un 33,8% hi vivien nens de menys de 18 anys, en un 58,9% hi vivien parelles casades, en un 9,7% dones solteres, i en un 27,5% no eren unitats familiars. En el 21,7% dels habitatges hi vivien persones soles el 9,7% de les quals corresponia a persones de 65 anys o més que vivien soles. El nombre mitjà de persones vivint en cada habitatge era de 2,48 i el nombre mitjà de persones que vivien en cada família era de 2,87.
Per edats la població es repartia de la següent manera: un 26,8% tenia menys de 18 anys, un 3,9% entre 18 i 24, un 27% entre 25 i 44, un 27,4% de 45 a 60 i un 14,8% 65 anys o més.
L'edat mediana era de 40 anys. Per cada 100 dones de 18 o més anys hi havia 90,9 homes.
La renda mediana per habitatge era de 38.750 $ i la renda mediana per família de 43.125 $. Els homes tenien una renda mediana de 35.179 $ mentre que les dones 25.625 $. La renda per capita de la població era de 18.242 $. Entorn del 7,1% de les famílies i el 12,9% de la població estaven per davall del llindar de pobresa.

## Poblacions més properes
El següent diagrama mostra les poblacions més properes.